# Aulosaphoides breviceps
Aulosaphoides breviceps är en stekelart som beskrevs av Van Achterberg 1995. Aulosaphoides breviceps ingår i släktet Aulosaphoides och familjen bracksteklar. Inga underarter finns listade.